# Nicolaus Falk
Nicolaus Falk, född 4 juli 1679 i Skeda församling, Östergötlands län, död 4 juli 1745 i Tryserums församling, Östergötlands län, var en svensk präst.

## Biografi
Nicolaus Falk föddes 1679 på Smacka i Skeda församling. Han var son till mönsterskrivaren Nils Falk och Catharina Hök. Falk blev 1704 student vid Uppsala universitet och prästvigdes 17 november 1708. Han blev 1710 komminister i Tryserums församling och 1713 kyrkoherde i församlingen. Falk blev 1739 kontraktsprost i Norra Tjusts kontrakt. Han avled 1745 i Tryserums socken och begravdes 28 augusti samma år av biskop Andreas Olavi Rhyzelius.
Ett porträtt av Falk hänger i Tryserums kyrka.

### Familj
Falk gifte sig 6 januari 1709 med Anna Stridelius (1680–1746), dotter till kyrkoherden Wolnander i Hägerstads församling. De fick tillsammans barnen Christina Falk som var gift med kyrkoherden Daniel Kjernell i Gamleby församling, komministern Petrus Falk i Mogata församling, kardmakaren Nils Falk (född 1714) i Norrköping, Anna Falk (17151–1715), Anna Helena Falk som var gift med komministern Idberg i Ringarums församling och kyrkoherden Johan Lindelius i Björsäters församling, kyrkoherden Jonas Falk i Vallerstads församling, Catharina Falk (1717–1717), Maria Catharina Falk (1719–1725), Axel Magnus Falk (1720–1725), kyrkoherden Johan Falk i Mjölby församling och stadsfiskalen Daniel Falk (1723–1789) i Borås.